# Eleutherodactylus ligiae
Espèce
Eleutherodactylus ligiae est une espèce d'amphibiens de la famille des Eleutherodactylidae.

## Répartition
Cette espèce est endémique de la province de Pedernales en  République dominicaine. Elle se rencontre dans la Sierra de Bahoruco.

## Description
Les 11 spécimens adultes mâles observés lors de la description originale mesurent entre 22,5 mm et 27,2 mm de longueur standard.

## Étymologie
Cette espèce est nommée en l'honneur de Ligia Amada Melo de Cardona.

## Publication originale
- Incháustegui, Díaz & Marte, 2015 : Dos especies nuevas de ranas del género Eleutherodactylus (Amphibia: Anura: Eleutherodactylidae) de La Hispaniola. Solenodon, Revista Cubana de Taxonomía Zoológica, vol. 12, p. 136–149 (texte intégral).